# Saint-André-du-Bois
Saint-André-du-Bois település Franciaországban, Gironde megyében. Lakosainak száma 438 fő (2022. január 1.). Saint-André-du-Bois Saint-Martial, Le Pian-sur-Garonne, Sainte-Foy-la-Longue, Saint-Germain-de-Grave, Saint-Maixant, Saint-Martin-de-Sescas, Saint-Pierre-d’Aurillac és Semens községekkel határos.

## Népesség
A település népessége az elmúlt években az alábbi módon változott:
| Lakosok száma | 470  | 392  | 421  | 361  | 417  | 428  | 434  | 432  | 431  | 438  |
|               | 1968 | 1982 | 1990 | 2006 | 2013 | 2015 | 2017 | 2019 | 2020 | 2022 |